# Lophochernes cryptus
Espèce
Lophochernes cryptus est une espèce de pseudoscorpions de la famille des Cheliferidae.

## Distribution
Cette espèce est endémique d'Hawaï.

## Publication originale
- Chamberlin, 1934 : Check list of the false scorpions of Oceania. Occasional Papers of the Bernice P. Bishop Museum, vol. 10, no 22, p. 1-14 (texte intégral).